# (714) Ulula
(714) Ulula ist ein Asteroid des Hauptgürtels, der am 18. Mai 1911 vom deutschen Astronomen Joseph Helffrich in Heidelberg entdeckt wurde.
Der Name des Asteroiden ist angeblich abgeleitet von der lateinischen Bezeichnung der Ordnung Ulula der Eulen.

## Weblink
- https://adsabs.harvard.edu/full/1990A&A...230..233S